# Dampiro
Un dampiro (anche dhampir o dhampiro) è una creatura leggendaria del folclore albanese, serbo, rom e bulgaro. Si tratterebbe di un essere nato da una donna umana e da un padre vampiro.

## Etimologia
Il termine è di origine albanese ghega: dham (‘dente’) e pirs (‘che beve’)" significa ‘che beve per mezzo del dente’.

## Descrizione
A causa delle sue particolari origini, il dampiro avrebbe il potere di vedere e combattere i vampiri; questo lo rende molto ricercato e il suo potere si tramanda anche a figli e nipoti.
Una descrizione accurata della figura del dampiro è stata fornita dall'antropologo Tatomir Vukanović. Nelle sue inchieste s'imbatté in un presunto dampiro, tal Murat di Vrbica, che si dice scovasse e uccidesse i vampiri con un semplice fucile da caccia e il cui compenso erano mille dinari o dieci capretti.
Alcune tradizioni specificano i segni con cui il figlio di un vampiro può essere riconosciuto: le leggende serbe dicono che ha una chioma selvaggia di capelli scuri o neri e non ha un'ombra. Nel folklore bulgaro, le indicazioni possibili includono l'essere "molto sporco" e "un segno profondo sulla schiena, come una coda ". Allo stesso modo, un naso pronunciato era considerato un segno, come anche orecchie, denti o occhi più grandi del normale.
Alcune leggende slave affermano che il dampiro sarebbe stato generato dopo l'uccisione del padre vampiro attraverso un accoppiamento extranaturale e che sarebbe privo di scheletro osseo. Lo stesso accade secondo J. Gordon Melton, dal suo libro The Vampire: The Encyclopedia of the Undead: in alcune aree, un vero dampiro possiede un "corpo, scivoloso e gelatinoso e vive solo una breve vita", o come in L'Accademia dei Vampiri.

## Nomenclatura
Il termine dampiro è associato al folclore del popolo rom dei Balcani, i cui credi sono stati descritti da Vukanović. Nel resto della regione, sono usate parole come il serbo vampirović, vampijerović, vampirić (così come il bosniaco lampijerović, ed altri) che letteralmente significano "figlio di un vampiro". Nel folclore bulgaro, numerosi termini come глог glog (letteralmente "biancospino comune"), вампирджия vampirdžija ("vampiro" + nomen agentis suffisso), вампирар vampirar ("vampiro" + nomen agentis suffisso), джададжия džadadžija e светочер svetočer sono utilizzati in riferimento ai bambini e ai loro discendenti, oltre a cacciatori di vampiri specializzati.

## Influenza culturale
La figura del dampiro è stata ampiamente ripresa nella cultura popolare moderna; la si trova per esempio: nei fumetti Marvel (Blade), Bonelli Editore (Dampyr), manga e anime (Vampire Hunter D, Castlevania), videogiochi (Castlevania, The Elder Scrolls IV: Oblivion, BloodRayne, BloodRayne 2, BloodRayne: Betrayal e Vampire Night, Ravenswatch), film e letteratura.